# ایان اسکات (بازیگر پورنوگرافی)
ایان اسکات (انگلیسی: Ian Scott؛ زاده ۶ فوریهٔ ۱۹۷۳) یک بازیگر پورنوگرافی اهل فرانسه است.